# St. Matthias (Bleicherode)
Die römisch-katholische Filialkirche St. Matthias steht in Bleicherode im thüringischen Landkreis Nordhausen. Sie ist Filialkirche der Pfarrei Dom zum Heiligen Kreuz Nordhausen im Dekanat Nordhausen des Bistums Erfurt. Sie trägt das Patrozinium des heiligen Matthias.

## Geschichte
Erst ab 1865 gab es in dem seit der Reformation evangelischen Ort Bleicherode wieder eine römisch-katholische Gemeinde, die zuerst in einem Betsaal an der Weberstraße zusammenkam. Die Grundsteinlegung der Kirche erfolgte am 21. Mai 1907, Baubeginn war der 1. März 1908. Ab Oktober 1908 konnte sie genutzt werden; geweiht wurde sie aber erst am 4. Juli 1913.
Der Chor erhielt 1951 seine heutige Gestaltung. 1977 wurde ein Anbau errichtet, 1983 gab es Renovierungsarbeiten.

## Architektur
Die Kirche ist eine einschiffiger, neogotischer Hallenkirche mit polygonalem Chor und einem westlichen Dachreiter. Das Gebäude misst 21 Meter in der Länge und 8 Meter in der Breite. Die Fassade sowie der Portalvorsprung bestehen aus Sandstein, in den Figuren eingearbeitet sind.